# Reestructuración del sistema financiero en España
Con la crisis económica mundial surgida en 2008, y pese a que al principio se creyó que el impacto sería pequeño gracias al sistema de regulación y supervisión de las entidades, pronto se puso de manifiesto que era necesaria una reestructuración del sistema financiero de España, pues presentaba diversos problemas, especialmente de capital y de financiación, agravados por la peculiar estructura de las cajas de ahorros.
Desde entonces, los bancos y las cajas de ahorros sufrieron una serie de operaciones de fusión, adquisición, transformación de cajas en bancos, con utilización de recursos públicos y privados, intervenciones del Banco de España, etc., cuyo principal efecto fue la conversión de la mayoría de las cajas en bancos así como la reducción del número de entidades financieras existentes, a la vez que se reducía también el número de oficinas, empleados, y costes de estructura, y se incrementaba su tamaño financiero individual.
Es de destacar que en 2010 existían 45 cajas de ahorros mientras que desde 2021 tan solamente quedan 5 grupos bancarios resultantes de ellas, además de dos cajas de ahorros que no se vieron afectadas (Caixa Ontinyent y Colonya, Caixa Pollença). En cuanto a los bancos que no surgieron de cajas de ahorros, de la veintena de cierta importancia existentes en dicha fecha solamente quedan 4 grupos relevantes.
| N.º de oficinas bancarias                                |
|                                                          |
| Datos del Banco de España a 31 de diciembre de cada año. |

| N.º de trabajadores en el sector bancario |
|                                           |

## Historia
En el contexto de la crisis económica y financiera mundiales, y de la crisis económica española, el conjunto de las entidades de crédito españolas se enfrentó a diferentes problemas:
- descapitalización por pérdida de valor de sus activos, especialmente de aquellos relacionados con el sector inmobiliario, o la titulización de derechos de crédito,
- aumento notable de los préstamos calificados como dudosos o problemáticos,
- dificultades en la obtención de financiación internacional,
- aumento de la rigidez en la oferta de crédito a empresas y particulares,
- disminución del negocio, como consecuencia de la fuerte caída de la actividad económica, y
- exceso sobrevenido del número total de oficinas, consecuencia de lo anterior.

En esta situación, con peculiares circunstancias en el caso español, como la existencia de un excesivo número de cajas de ahorros, y sus dificultades de obtención de capital en los mercados mayoristas, el gobierno de España fomentó, desde 2008, la reestructuración de las entidades financieras, mediante una serie de medidas, que favorecieron la conversión de las cajas en bancos, incidiendo principalmente sobre el capital de las entidades. En una primera época, en 2008 y 2009, el impulso se dio facilitando capital mediante préstamos a cambio de que las entidades lo destinaran a sus clientes o se fusionasen, y después, en 2011 y 2012, aumentando las exigencias de calidad del capital, o de saneamiento de los activos inmobiliarios.
En octubre de 2008, se creó el Fondo para la Adquisición de Activos Financieros (FAAF), para apoyar la oferta de crédito a la actividad productiva de empresas y a los particulares, mediante la compra de “activos españoles de máxima calidad” a las entidades financieras. El fondo se extinguió el 30 de marzo de 2012, y durante su vigencia se realizaron cuatro subastas con un importe total de 19.300 millones de euros, captados por 54 entidades de crédito.
En junio de 2009, se creó el Fondo de Reestructuración Ordenada Bancaria (FROB), con un doble objetivo: el primero, facilitar la reestructuración de entidades en crisis, cuando el reforzamiento de los recursos propios no fuera posible mediante financiación privada o los fondos de garantía de depósitos de las entidades de crédito; y el segundo, para entidades viables, facilitar las fusiones voluntarias y la bancarizaciones de cajas.
En febrero de 2011, se buscó la mejora de la capitalización de las entidades financieras, estableciendo nuevas normas sobre la cobertura del capital principal, en sintonía con el conjunto de los Estados miembros de la Unión Europea, y siguiendo los últimos acuerdos de los países del Comité de supervisión bancaria de Basilea, denominados Basilea III. La norma española era en realidad algo más exigente, pues elevaba al 8 o 10 por ciento el porcentaje del capital principal en relación con los activos ponderados por riesgo, lo cual obligó a 13 entidades, 4 de ellas intervenidas, a recapitalizarse.
En febrero de 2012, se adoptaron normas sobre el saneamiento de activos inmobiliarios, que deberían salir al mercado o sanearse mediante una provisión genérica para activos no problemáticos y una provisión específica, más un colchón de capital para activos problemáticos. Además, se ofreció un plazo adicional para el cumplimiento de estas condiciones a aquellas entidades de crédito que llevasen a cabo procesos de integración del sector y compromisos de incremento del crédito a familias y pymes.
El 9 de junio de 2012, el entonces ministro de Economía, Luis de Guindos confirmó que España había solicitado "ayuda financiera" (evitando utilizar la palabra rescate) a Europa para el sistema bancario español. Se trataba de "un préstamo en condiciones muy favorables" que se iba a inyectar en las entidades financieras a través del Fondo de Reestructuración Ordenada Bancaria (FROB), el cual actuaría como "agente intermediario del Gobierno y sería el receptor final de los fondos". Asimismo, subrayó que las condiciones de esta ayuda financiera "se le impondrían a la banca, no a la sociedad española". La cifra ofrecida por el Eurogrupo fue 100.000 millones de euros como límite.
El 20 de julio de 2012, se firmó el Memorandum de Entendimiento, documento que reflejaba las condiciones del acuerdo entre España y sus socios europeos para el rescate de la banca española.
El 28 de septiembre de 2012, el informe de la consultora Oliver Wyman reveló unas necesidades de capital en la banca española de 53.745 millones de euros. Esto supuso el pistoletazo de salida para un nuevo, proceso de reestructuración del sector, acompañado por los fondos aportados por Bruselas de hasta 100.000 millones de euros.
No obstante, el secretario de Estado de Economía, Fernando Jiménez Latorre, dijo que solo se necesitaría pedir dos tercios del déficit de capital detectado, unos 40.000 millones de euros, dado que el resto se cubriría con venta de activos y colocaciones de los bancos en los mercados.
El informe apuntaba a que en un escenario de fuerte deterioro económico -una caída del PIB del 6,1% en dos años- siete entidades tendrían un excedente de capital: CaixaBank (incluyendo Banca Cívica), Kutxabank, Unicaja Banco (incluyendo Banco CEISS) y casi todos los bancos que no han surgido de cajas (Banco Santander, BBVA, Banco Sabadell (con la CAM) y Bankinter).
Otras siete entidades sufrían un déficit de capital, entre ellas las cuatro nacionalizadas: tres que sí que surgieron de cajas (BFA-Bankia (24.743 millones), Catalunya Banc (10.825 millones), NCG Banco (7.176 millones)) y Banco de Valencia (que no surgió de ninguna caja) (3.462 millones). Las otras tres entidades que necesitaban capital eran Banco Popular (que no surgió de ninguna caja) (3.223 millones), Banco Mare Nostrum (BMN) (2.208 millones) y el grupo formado por Ibercaja Banco, Caja3 y Liberbank (cuya fusión finalmente no se llevó a cabo) (2.108 millones), las cuales tendrían que captar recursos del mercado, o de lo contrario sufrirían el estigma de recibir ayudas públicas.
Las entidades que recibieran ayudas estarían obligadas a traspasar sus activos tóxicos al «banco malo», a un precio cercano al de mercado. Las cuatro entidades nacionalizadas se venderían, una vez recapitalizadas, en una subasta competitiva.
El 11 de diciembre de 2012, el Mecanismo Europeo de Estabilidad (MEDE) o fondo de rescate permanente de la eurozona transfirió a España títulos por valor de 39.468 millones de euros para financiar el rescate a los cuatro bancos españoles nacionalizados y la inyección al «banco malo».
El Fondo de Reestructuración Ordenada Bancaria (FROB) utilizó 36.968 millones de euros para recapitalizar los cuatro bancos nacionalizados: BFA-Bankia (17.960 millones), Catalunya Banc (9.084 millones), NCG Banco (5.425 millones) y Banco de Valencia (4.500 millones), y 2.500 millones para capitalizar la Sociedad de gestión de Activos procedentes de la Reestructuración Bancaria (Sareb), conocido como el «banco malo».
A cambio de estas ayudas, la Comisión Europea obligó a esos bancos a acometer hasta 2017 reestructuraciones "muy importantes y muy exigentes", que -con excepción de Banco de Valencia- les obligaba a reducir su balance en más del 60% en los próximos cinco años. La red de sucursales se reduciría a la mitad en los próximos cinco años en comparación con 2010. Centrarían su modelo empresarial en préstamos al por menor y a las pymes, es decir a la banca minorista y en las regiones en las que estaban presentes históricamente, y abandonarían las líneas de crédito a promociones inmobiliarias y otras actividades de riesgo.
Catalunya Banc y NCG Banco debían ser vendidos antes de 2017 y en caso de no encontrarse comprador, deberían liquidarse. Banco de Valencia debía dejar de existir como entidad independiente e integrarse en CaixaBank, una solución "más barata" que su liquidación.
El 20 de diciembre de 2012, se produjo el visto bueno de Bruselas a los programas de los bancos no nacionalizados pero que necesitaban ayuda pública (Banco Mare Nostrum (BMN), Liberbank, Caja3 y Banco CEISS).
El 5 de febrero de 2013, el Mecanismo Europeo de Estabilidad (MEDE) desembolsó el segundo tramo de 1.865 millones de euros del rescate bancario (que, junto a los 39.468 millones del primer tramo, hicieron un total de 41.333 millones). Banco Mare Nostrum (BMN) recibió 730 millones del fondo de ayuda. Banco CEISS, 604 millones. Caja3 recibió 407 millones mediante convertibles contingentes ('cocos') y, finalmente, Liberbank 124 millones, también mediante 'cocos'.
Las necesidades de capitalización de estas entidades eran de 6.250 millones según el test de Oliver Wyman. La diferencia con las ayudas recibidas se debió a las pérdidas que asumieron los tenedores de híbridos (participaciones preferentes y deuda subordinada), unos 2.000 millones, a la venta de activos por valor de unos 1.000 millones y a la transferencia de activos al «banco malo», por un importe similar.
Las medidas de reestructuración para estos bancos implicaban una reducción de tamaño desde el 25% al 40%. En 2017, en relación con el balance de 2010, la reducción debería ser superior al 40% en el caso de Banco Mare Nostrum (BMN), en torno al 30% en el caso de Banco CEISS, y cerca del 25% en el de Liberbank. Caja3 se integraría completamente en Ibercaja Banco. Deberían orientar su modelo empresarial para centrarlo en el negocio minorista y la concesión de préstamos a las pymes en las regiones en las que habían operado tradicionalmente. Dejarían de prestar dinero a proyectos inmobiliarios, o mantendrían una actividad marginal en este ámbito, y limitarían su presencia en el negocio de banca mayorista.
España se comprometió a vender Banco CEISS y a que Liberbank y Banco Mare Nostrum (BMN) cotizaran en bolsa antes de que finalizara el período de reestructuración. Caja3 dejaría de existir como entidad independiente.
Banco Popular e Ibercaja Banco pudieron recapitalizarse por sí mismos.
El 28 de diciembre de 2013, se publicó en el BOE la Ley de Cajas de Ahorros y Fundaciones Bancarias (Ley 26/2013, de 27 de diciembre). Entró en vigor un día después de su publicación, es decir, el día 29.
El 31 de diciembre de 2013, el Mecanismo Europeo de Estabilidad (MEDE) dio por concluido su programa de asistencia financiera a la banca española y destacó el "éxito" de la ayuda para recapitalizar el sector.
El 23 de enero de 2014, se cerró formalmente el rescate de la banca española, aunque España seguirá bajo la vigilancia del fondo de rescate europeo (el Mecanismo Europeo de Estabilidad (MEDE)) hasta que haya devuelto la totalidad del préstamo. El memorando de entendimiento se dio así por concluido, después de que la troika confirmara el cumplimiento de todas las condiciones impuestas al sector financiero español.
El 22 de febrero de 2017, el Congreso de los Diputados aprobó por unanimidad la creación de una comisión de investigación sobre las cajas de ahorros y el rescate financiero para así analizar el origen de la crisis financiera desde el año 2000.
El 29 de noviembre de 2018, como resultado de dicha comisión, el Congreso aprobó un informe en el que se exculpaba a los partidos políticos de la caída de las cajas de ahorros. En él, se pidió reformar a los supervisores y se culpó al Banco de España. Dicho informe lo apoyaron todos los partidos políticos a excepción de Ciudadanos, que votó en contra, y de Unidos Podemos y Compromís, que se abstuvieron.

## Procedimientos de concentración
- Fusiones, con ayudas públicas: Unnim Caixa, CatalunyaCaixa, Caja España-Duero, NovaCaixaGalicia.
- Sistemas Institucionales de Protección (SIP), con ayudas públicas: Banca Cívica, Banco Financiero y de Ahorros (BFA), Banco Mare Nostrum (BMN).
- Sistemas Institucionales de Protección (SIP), sin ayudas públicas: Caja3, Liberbank, Kutxabank.
- Intervenciones públicas, con posterior venta: Caja Castilla-La Mancha (CCM) (vendido el negocio financiero a Cajastur (a través de Banco Liberta)), CajaSur (vendido el negocio financiero a BBK (a través de BBK Bank CajaSur)), Banco CAM (vendido a Banco Sabadell), Unnim Banc (vendido a BBVA), Banco de Valencia (vendido a CaixaBank), Banco Gallego (vendido a Banco Sabadell), NCG Banco (vendido a Banco Etcheverría), Catalunya Banc (vendido a BBVA) y Banco Popular (vendido a Banco Santander).
- Adquisiciones entre entidades con participación pública: Bankia sobre Banco Mare Nostrum (BMN).
- Adquisiciones, con ayudas públicas: Ibercaja Banco sobre Caja3, Unicaja Banco sobre Banco CEISS.
- Adquisiciones, sin ayudas públicas: Unicaja sobre Caja de Jaén, Cajasol sobre Caja de Guadalajara, La Caixa sobre Caixa Girona, Banco Sabadell sobre Banco Guipuzcoano, Banco Popular sobre Banco Pastor, CaixaBank sobre Banca Cívica, Banco Santander sobre Banesto y Banif, Banco Sabadell sobre la red de Cataluña y Aragón de Banco Mare Nostrum (BMN), Banco Sabadell sobre el negocio de Lloyds TSB Bank en España, Apollo Global Management sobre EVO Banco, Banco Popular sobre el negocio minorista de Citibank en España, NCG Banco sobre Banco Etcheverría, CaixaBank sobre el negocio minorista de Barclays en España, BBVA sobre Unoe y Banco Depositario, Bankinter sobre EVO Banco, ABANCA sobre Banco Caixa Geral, CaixaBank sobre Bankia, Unicaja Banco sobre Liberbank, ABANCA sobre Bankoa, ABANCA sobre el negocio de Novo Banco en España, ABANCA sobre el negocio de Targobank en España.

Hay que tener en cuenta que las ayudas públicas se refieren a las ayudas financieras desembolsadas para facilitar dichos procesos mediante la recapitalización de entidades. No se incluyen las aportaciones del Fondo de Garantía de Depósitos en Entidades de Crédito, FGDEC, para la adquisición de acciones no cotizadas procedentes de ejercicio de gestión de instrumentos híbridos; los avales, garantías y esquemas de protección de carteras de activos (EPA); las líneas de crédito concedidas a las instituciones financieras; ni la aportación de capital público a la Sociedad de Gestión de Activos Inmobiliarios Procedentes de la Reestructuración Bancaria, (Sareb), a través del Fondo de Reestructuración Ordenada Bancaria, (FROB).

## Entidades resultantes
Estas operaciones han cambiado la cantidad y tamaño de las entidades financieras en España, reduciendo el número de entidades y aumentando su tamaño.
Bancos no surgidos de la segregación de la actividad financiera de las cajas de ahorros
| Banco           | Sede      | Entidades integradas |
| --------------- | --------- | --- |
| Banco Sabadell  | Sabadell  | Banco Sabadell, Banco Guipuzcoano, Banco CAM/Caja Mediterráneo (CAM), negocio de Banco Mare Nostrum (BMN) en Cataluña y Aragón, Banco Gallego, negocio de Lloyds TSB Bank en España                               |
| Banco Santander | Santander | Banco Santander, Banesto, Banif, Banco Popular (Banco Pastor, Popular Banca Privada, negocio minorista de Citibank en España)                                                                                     |
| Bankinter       | Madrid    | EVO Banco |
| BBVA            | Bilbao    | Banco Bilbao Vizcaya Argentaria, Unnim Banc/Unnim Caixa (Caixa Manlleu, Caixa Sabadell, Caixa Terrassa), Catalunya Banc/CatalunyaCaixa (Caixa Catalunya, Caixa Tarragona, Caixa Manresa), Unoe, Banco Depositario |

Bancos surgidos de la segregación de la actividad financiera de las cajas de ahorros
| Banco          | Sede      | Entidades integradas |
| -------------- | --------- | --- |
| ABANCA         | La Coruña | Novacaixagalicia (Caixa Galicia y Caixanova), Banco Etcheverría, Banco Caixa Geral, Bankoa, negocio de Novo Banco en España y negocio de Targobank en España |
| CaixaBank      | Valencia  | La Caixa, Caixa Girona, Banco de Valencia, Banca Cívica (Cajasol, Caja Navarra (CAN), CajaCanarias, Caja de Burgos), negocio minorista de Barclays en España, Bankia (Caja Madrid, Bancaja, La Caja de Canarias, Caixa Laietana, Caja Ávila, Caja Segovia, Caja Rioja, Banco Mare Nostrum (Caja Murcia, Caja Granada, Sa Nostra)) |
| Ibercaja Banco | Zaragoza  | Ibercaja, Caja3 (Caja Inmaculada (CAI), Caja de Badajoz, Caja Círculo) |
| Kutxabank      | Bilbao    | BBK, Kutxa, Caja Vital, CajaSur (*) |
| Unicaja Banco  | Málaga    | Unicaja, Caja de Jaén, Banco CEISS/Caja España-Duero (Caja España, Caja Duero), Liberbank (Cajastur, Caja Cantabria, Caja de Extremadura, Caja Castilla-La Mancha (CCM)) |

(*) A pesar de que Kutxabank posee el 100% de CajaSur Banco, este sigue manteniendo su independencia jurídica y posee una ficha bancaria propia.

## Cronología
El proceso de reestructuración bancaria se inició en 2009 con la intervención de Caja Castilla-La Mancha (CCM) y la creación del Fondo de Reestructuración Ordenada Bancaria (FROB).

### 2009
- 28/03/2009: Intervención de Caja Castilla-La Mancha (CCM) por el Banco de España.
- 26/06/2009: Creación del Fondo de Reestructuración Ordenada Bancaria (FROB).
- 30/11/2009: Adjudicación de Caja Castilla-La Mancha (CCM) a Cajastur.

### 2010
- 11/05/2010: Integración de Caja de Jaén en Unicaja.
- 22/05/2010: Intervención de CajaSur por el Banco de España.
- 09/06/2010: Constitución del Sistema Institucional de Protección (SIP) Banca Cívica por Caja Navarra (can) y CajaCanarias y Caja de Burgos.
- 29/06/2010: Creación de Unnim Caixa por la fusión de Caixa Manlleu, Caixa Sabadell y Caixa Terrassa.
- 30/06/2010: Creación de CatalunyaCaixa por la fusión de Caixa Catalunya, Caixa Tarragona y Caixa Manresa.
- 16/07/2010: Adjudicación de CajaSur a la BBK.
- 16/09/2010: Cajasol se suma a Banca Cívica como la cuarta entidad del SIP.
- 20/09/2010: Creación de BBK Bank CajaSur por BBK para los activos de CajaSur.
- 21/09/2010: Adquisición del negocio financiero de Caja Castilla-La Mancha (CCM) por Cajastur (a través de Banco Liberta).
- 30/09/2010: Creación de Banco Castilla-La Mancha por Cajastur para los activos de Caja Castilla-La Mancha (CCM).
- 01/10/2010: Creación de Caja España-Duero por la fusión de Caja España y Caja Duero.
- 05/10/2010: Integración de Caja Guadalajara en Cajasol.
- 03/11/2010: Integración de Caixa Girona en La Caixa.
- 24/11/2010: Adquisición de Banco Guipuzcoano por Banco Sabadell.
- 29/11/2010: Creación de NovaCaixaGalicia por la fusión de Caixa Galicia y Caixanova.
- 03/12/2010: Constitución del Sistema Institucional de Protección (SIP) Banco Financiero y de Ahorros (BFA) por Caja Madrid, Bancaja, La Caja de Canarias, Caja de Ávila, Caixa Laietana, Caja Segovia y Caja Rioja.
- 22/12/2010: Constitución del Sistema Institucional de Protección (SIP) Banco Mare Nostrum (BMN) por Caja Murcia, Caixa Penedès, Caja Granada y Sa Nostra.
- 22/12/2010: Constitución del Sistema Institucional de Protección (SIP) Caja3 por Caja Inmaculada (CAI), Caja Círculo y Caja de Badajoz.
- 28/12/2010: Constitución del Sistema Institucional de Protección (SIP) Banco Base por Caja de Ahorros del Mediterráneo (CAM), Cajastur, Caja de Extremadura y Caja Cantabria.
- 29/12/2010: Adquisición del negocio financiero de CajaSur por BBK (a través de BBK Bank CajaSur).

### 2011
- 05/04/2011: Segregación del negocio financiero de Banco Financiero y de Ahorros (BFA) a Altae Banco (posteriormente, Bankia).
- 12/05/2011: Caja Mediterráneo (CAM) adquiere el 60% del capital social de Banco Base (posteriormente, Banco CAM) propiedad de las otras cajas de ahorros que integraban el SIP y pasa a ser el accionista único del banco.
- 17/05/2011: Creación de Bankia por la transformación de Altae Banco.
- 23/05/2011: Constitución del Sistema Institucional de Protección (SIP) Effibank (posteriormente, Liberbank) por Cajastur, Caja de Extremadura y Caja Cantabria.
- 07/06/2011: Constitución de Catalunya Banc para la segregación del negocio financiero de CatalunyaCaixa.
- 30/06/2011: Creación de CaixaBank por la transformación de Criteria CaixaCorp.
- 01/07/2011: Salida a bolsa de CaixaBank.
- 14/07/2011: Constitución de Unnim Banc para la segregación del negocio financiero de Unnim Caixa.
- 20/07/2011: Salida a bolsa de Bankia.
- 21/07/2011: Salida a bolsa de Banca Cívica.
- 22/07/2011: Intervención y nacionalización de Caja de Ahorros del Mediterráneo (CAM) por el Banco de España.
- 14/09/2011: Constitución de NCG Banco para la segregación del negocio financiero de NovaCaixaGalicia.
- 22/09/2011: Constitución de Ibercaja Banco para la segregación del negocio financiero de Ibercaja.
- 30/09/2011: Intervención y nacionalización de CatalunyaCaixa, Unnim Caixa y NovaCaixaGalicia por el Banco de España.
- 03/10/2011: Bankia pasa a formar parte del IBEX 35.
- 19/10/2011: Creación de la marca Novagalicia Banco por NCG Banco.
- 21/11/2011: Intervención y nacionalización de Banco de Valencia por el Banco de España.
- 24/11/2011: Constitución de Banco CEISS para la segregación del negocio financiero de Caja España-Duero.
- 01/12/2011: Constitución de Unicaja Banco para la segregación del negocio financiero de Unicaja.
- 07/12/2011: Adjudicación de Banco CAM a Banco Sabadell.
- 22/12/2011: Constitución del Sistema Institucional de Protección (SIP) Kutxabank por BBK, Kutxa y Caja Vital.

### 2012
- 15/02/2012: Adquisición del 96,44% de Banco Pastor por Banco Popular.
- 07/03/2012: Adjudicación de Unnim Banc a BBVA.
- 12/03/2012: Creación de la marca EVO Banco para el negocio de NCG Banco fuera de Galicia, Asturias y León.
- 09/05/2012: Intervención y nacionalización de Banco Financiero y de Ahorros (BFA), matriz de Bankia, por el Banco de España.
- 21/05/2012: Integración de Banco Guipuzcoano y Banco Urquijo en Banco Sabadell.
- 28/05/2012: Banco Financiero y de Ahorros (BFA) anuncia las segundas mayores pérdidas de la historia de la banca española.
- 01/06/2012: Adquisición de Banco CAM por Banco Sabadell.
- 09/06/2012: Anuncio del rescate del sector financiero español por la Unión Europea.
- 28/06/2012: Integración de Banco Pastor en Banco Popular.
- 27/07/2012: Adquisición de Unnim Banc por BBVA.
- 03/08/2012: Integración de Banca Cívica en CaixaBank.
- 20/11/2012: Aprobación de la ficha bancaria del nuevo Banco Popular Pastor.
- 27/11/2012: Adjudicación de Banco de Valencia a CaixaBank.
- 05/12/2012: Integración de Banco CAM en Banco Sabadell.

### 2013
- 02/01/2013: Bankia sale del IBEX 35.
- 28/02/2013: Adquisición del 98,9% de Banco de Valencia por CaixaBank.
- 12/03/2013: Nacionalización de Banco Mare Nostrum (BMN) por el Banco de España.
- 15/03/2013: Intervención y nacionalización de Banco Gallego por el Banco de España.
- 17/04/2013: Adjudicación de Banco Gallego a Banco Sabadell.
- 03/05/2013: Integración de Banesto en Banco Santander.
- 07/05/2013: Integración de Banif en Banco Santander.
- 16/05/2013: Salida a bolsa de Liberbank.
- 23/05/2013: Integración de Unnim Banc en BBVA.
- 31/05/2013: Adquisición de la red de Cataluña y Aragón de Banco Mare Nostrum (BMN) por Banco Sabadell.
- 30/06/2013: Adquisición del negocio de Lloyds TSB Bank en España por Banco Sabadell.
- 19/07/2013: Integración de Banco de Valencia en CaixaBank.
- 25/07/2013: Adquisición de Caja3 por Ibercaja Banco.
- 28/10/2013: Adquisición de Banco Gallego por Banco Sabadell.
- 18/12/2013: Adjudicación de NCG Banco a Banco Etcheverría.
- 23/12/2013: Bankia regresa al IBEX 35.

### 2014
- 28/02/2014: Adquisición de EVO Banco por Apollo Global Management.
- 14/03/2014: Integración de Banco Gallego y Sabadell Solbank (la nueva razón social del negocio de Lloyds TSB Bank en España) en Banco Sabadell.
- 28/03/2014: Adquisición de Banco CEISS por Unicaja Banco, pasando a tener el 99,16% del capital.
- 25/06/2014: Adquisición del 88,33% de NCG Banco por Banco Etcheverría.
- 27/06/2014: Creación de ABANCA, la nueva marca de NCG Banco.
- 21/07/2014: Adjudicación de Catalunya Banc a BBVA.
- 21/09/2014: Adquisición del negocio minorista y de tarjetas de Citibank en España por Bancopopular-e.
- 30/09/2014: Adquisición del 51% de Bancopopular-e por Värde Partners.
- 01/10/2014: Integración de Caja3 en Ibercaja Banco.
- 14/11/2014: Integración de Banco Etcheverría en NCG Banco.

### 2015
- 02/01/2015: Adquisición del negocio minorista de Barclays en España por CaixaBank.
- 24/04/2015: Adquisición del 98,4% de Catalunya Banc por BBVA.
- 14/05/2015: Integración del negocio minorista de Barclays en CaixaBank.
- 05/12/2015: Cierre de las sucursales de Bancopopular-e.

### 2016
- 30/06/2016: Bancopopular-e pasa a denominarse WiZink, pasando a centrarse en el negocio de las tarjetas y los depósitos. El resto de productos pasaron a gestionarse a través de Banco Popular.
- 01/09/2016: Integración de Catalunya Banc en BBVA.
- 11/11/2016: Adquisición del negocio de tarjetas de crédito de Barclays en España y Portugal por WiZink.
- 12/12/2016: Integración de Unoe en BBVA.

### 2017
- 15/03/2017: El Fondo de Reestructuración Ordenada Bancaria (FROB) acuerda la fusión de Bankia y Banco Mare Nostrum (BMN).
- 01/06/2017: Acuerdo de compra del 48,98% de Targobank (la participación de Banco Popular) por Crédit Mutuel.
- 07/06/2017: Intervención de Banco Popular por el Mecanismo Único de Resolución, adjudicación a Banco Santander y adquisición por el mismo.
- 30/06/2017: Salida a bolsa de Unicaja Banco.

### 2018
- 08/01/2018: Integración de Banco Mare Nostrum (BMN) en Bankia.
- 01/02/2018: Autorización de la fusión de Servired, 4B y Euro6000 por la Comisión Nacional de los Mercados y la Competencia (CNMC), creándose una única entidad de Medios de Pago en España.
- 21/09/2018: Integración de EspañaDuero en Unicaja Banco.
- 28/09/2018: Integración de Banco Pastor y Popular Banca Privada en Banco Popular. Integración de Banco Popular en Banco Santander.
- 09/10/2018: Integración de Banco Castilla-La Mancha en Liberbank.
- 06/11/2018: Adquisición del 49% restante de WiZink por Värde Partners. Adquisición del negocio de tarjetas de crédito y débito comercializadas por Banco Popular en España y Portugal que WiZink había adquirido en 2014 y 2016 por Banco Santander.
- 22/11/2018: Adjudicación de Banco Caixa Geral, filial española de la entidad portuguesa Caixa Geral de Depósitos, a ABANCA por el gobierno portugués .

### 2019
- 31/05/2019: Adquisición de EVO Banco por Bankinter.

### 2020
- 13/03/2020: Integración de Banco Caixa Geral en ABANCA.

### 2021
- 26/03/2021: Integración de Bankia en CaixaBank.
- 30/07/2021: Integración de Liberbank en Unicaja Banco.
- 12/11/2021: Integración de Bankoa en ABANCA.
- 30/11/2021: Adquisición del negocio de Novo Banco en España por ABANCA.

### 2022
- 22/10/2022: Integración del negocio de Novo Banco en España en ABANCA.
- 27/12/2022: Entrada de Unicaja Banco en el IBEX 35.

### 2023
- 06/10/2023: Adquisición del negocio de Targobank en España por ABANCA.

### 2024
- 09/05/2024: BBVA lanza una OPA sobre Banco Sabadell.
- 09/06/2024: Integración del negocio de Targobank en España en ABANCA.
- 19/06/2024: Bankinter anuncia la absorción de EVO Banco, desapareciendo éste como entidad a partir de 2025.

### 2025
- 01/04/2025: Integración de EVO Banco en Bankinter.